# Mágocs-ér
Mágocs-ér este o arie protejată (arie specială de conservare — SAC, sit de importanță comunitară — SCI) din Ungaria întinsă pe o suprafață de 126,04 ha, integral pe uscat.

## Localizare
Centrul sitului Mágocs-ér este situat la coordonatele 46°35′44″N 20°29′22″E / 46.595556°N 20.489444°E.

## Înființare
Situl Mágocs-ér a fost declarat sit de importanță comunitară în mai 2004 pentru a proteja 5 specii de animale. Situl a fost protejat și ca arie specială de conservare în februarie 2010.

## Biodiversitate
Situată în ecoregiunea panonică, aria protejată conține 1 habitat natural: Stepe și mlaștini sărate panonice.
La baza desemnării sitului se află mai multe specii protejate:
- amfibieni (1): buhai de baltă cu burta roșie (Bombina bombina)
- mamifere (2): vidră de râu (Lutra lutra), liliac de iaz (Myotis dasycneme)
- pești (1): boarță (Rhodeus sericeus amarus)
- reptile (1): țestoasa de baltă (Emys orbicularis)

Pe lângă speciile protejate, pe teritoriul sitului au mai fost identificate 5 specii de amfibieni, 1 specie de nevertebrate, 1 specie de reptile.